# Barlerieae
Tribu
Les Barlerieae sont une tribu de plantes à fleurs de la famille des Acanthaceae et de la sous-famille des Acanthoideae.
Le genre type de la tribu est Barleria.

## Liste des genres
Barleria – Barleriola – Borneacanthus – Boutonia – Chroesthes – Crabbea – Hulemacanthus – Lasiocladus – Lepidagathis – Pericalypta – Podorungia – Schaueriopsis

## Publication originale
- Nees von Esenbeck C.G.D., 1847. Flora Brasiliensis (C.F.P. von Martius) 9: 7, 65.